# هنری وستین
هنری وستین (انگلیسی: Henry Vestine) ملقب به «سان‌فلاور» (The Sunflower به معنی آفتابگردان)، گیتارنواز اهل ایالات متحده آمریکا بود که بیشتر به عنوان عضو گروه بلوز راک کند هیت شناخته می‌شود.
مجلهٔ رولینگ استون در سال ۲۰۰۳ او را در رتبهٔ ۷۷ از فهرست «۱۰۰ گیتاریست برتر تمامی اعصار» جای داد.